# Bahnhof Hilden
Der Bahnhof Hilden ist eine von zwei Bahnstationen in der nordrhein-westfälischen Stadt Hilden im Kreis Mettmann. Die zweite ist Hilden Süd. Er liegt sowohl an der heute nur noch im Personenverkehr betriebenen Bahnstrecke Düsseldorf – Solingen als auch an der heute nur noch im Güterverkehr betriebenen Bahnstrecke Mülheim-Speldorf–Troisdorf, während der Haltepunkt Hilden Süd ausschließlich an der Bahnstrecke Düsseldorf–Solingen liegt. Im Personenverkehr werden beide Stationen von der Linie S 1 der S-Bahn Rhein-Ruhr bedient, der Bahnhof Hilden zusätzlich von der Linie RE 47. Der Bahnhof Hilden befindet sich etwa 10 km südöstlich von Düsseldorf Hauptbahnhof und etwa 7 km westlich von Solingen Hauptbahnhof. Er ist wie die meisten anderen Bahnstationen im Kreis Mettmann vor allem für Berufspendler in die Stadt Düsseldorf von Bedeutung.

## Lage und Aufbau

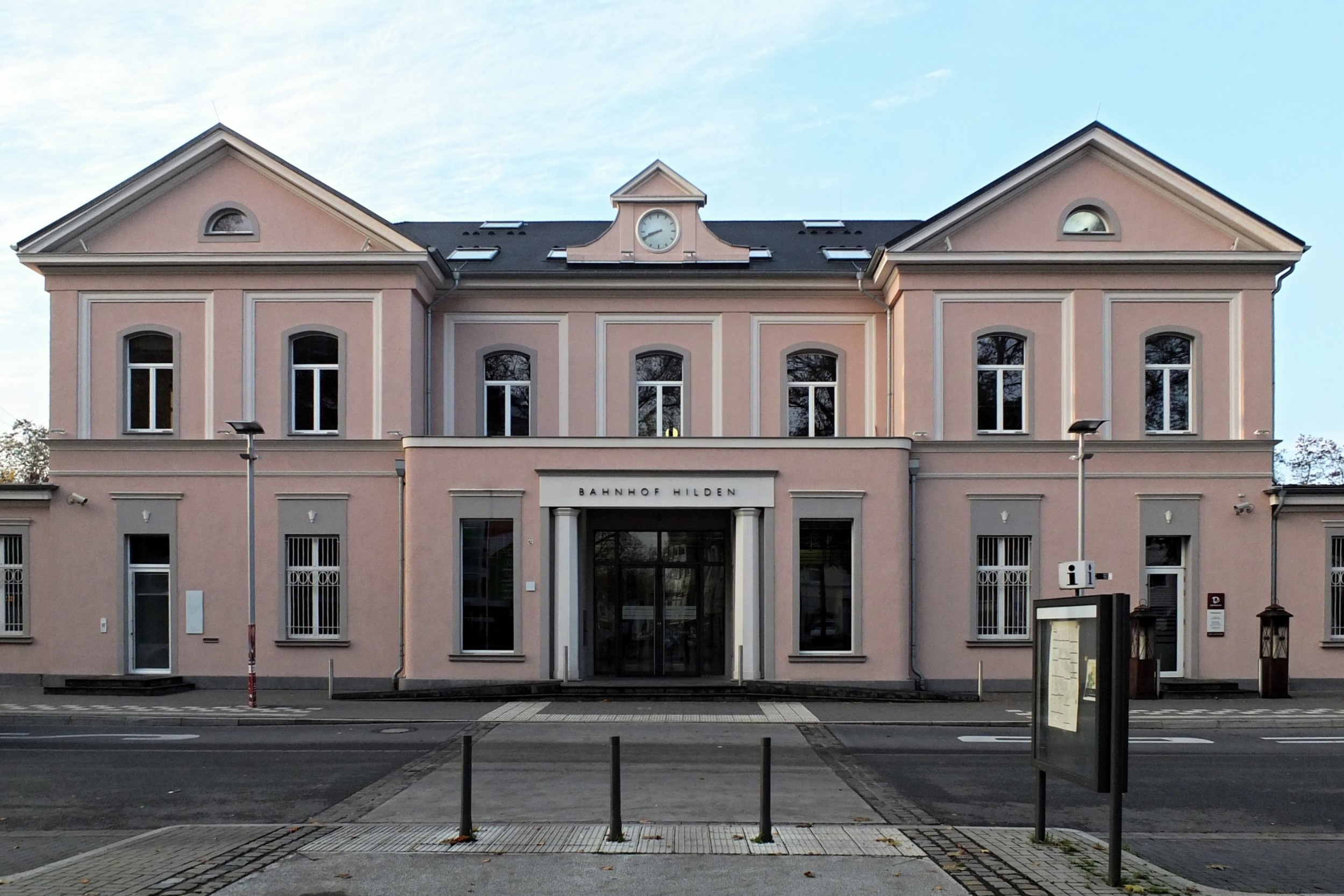
Empfangsgebäude des Bahnhofs Hilden.

Der Bahnhof Hilden befindet sich am westlichen Rand der Innenstadt. Er hat vier Durchgangsgleise. Die östlichen Gleise 4 und 5 sind die Durchgangsgleise der Güterzuglinie Mülheim-Speldorf – Düsseldorf-Eller – Hilden – Opladen – Troisdorf und haben keinen Bahnsteig. Die westlichen Gleise 1 und 3 liegen an der von S-Bahn-Zügen der Linie S 1 und der Regionalexpress-Linie RE47 befahrenen Bahnstrecke Düsseldorf – Solingen und haben einen Mittelbahnsteig, der über eine Treppe und barrierefrei über Aufzüge erreichbar ist. Bis zur Einstellung des Personenverkehrs zwischen Hilden und Opladen im Jahr 1983 – zuvor schon für sehr viele Jahre nur noch drei Zugpaare montags bis freitags – hielten auch die Züge dieser Linie am einzigen vorhandenen Bahnsteig. Sie wurden über zwei Verbindungsgleise am Südkopf des Bahnhofs auf die Strecke von/nach Opladen geleitet. Eine Verbindung zwischen den Gleisen 1 und 4 ist heute noch vorhanden, die zweite Verbindung, die die Gleise 3 und 5 mit höhengleicher Kreuzung des Gleises 4 verband, wurde nach Einstellung des Personenverkehrs abgebaut. Zwischen den Gleisen 5 und 6 befand sich ursprünglich ein zweiter Bahnsteig, Reste sind heute noch erkennbar. Das Gleis 2 existiert nicht mehr, es befand sich ursprünglich am nördlichen Ende des Bahnsteiges und diente zuletzt als Wendegleis für die Züge Hilden – Opladen. Auf der Südseite des Bahnhofs überquert die Bahnstrecke Düsseldorf – Solingen die nur im Güterverkehr genutzten Bahnstrecke Mülheim-Speldorf–Troisdorf auf einem Überwerfungsbauwerk.
Das Empfangsgebäude aus dem Eröffnungsjahr 1874 befindet sich am Ostausgang des Bahnhofs auf der der Stadt zugewandten Seite. Es steht unter Denkmalschutz und wird heute als Gaststätte genutzt. Der Bahnhof verfügt über zwei Ausgänge, nach Westen in die Otto-Hahn-Straße und nach Osten in die Bahnhofsallee.
Das Stellwerk des Bahnhofs, ein Relaisstellwerk der Bauform „Sp Dr L60“ aus dem Jahr 1979 befindet sich am Nordkopf des Bahnhofs. Bis zu dessen Inbetriebnahme gab es zwei elektromechanische Brückenstellwerke am Nordkopf sowie am südlichen Ende des Bahnsteigs, die sofort nach Inbetriebnahme des Relaisstellwerks abgebrochen wurden.
Am westlichen Zugang verfügt der Bahnhof über Park-and-ride- und Bike-and-Ride-Anlagen.
Am Empfangsgebäude befindet sich die Bushaltestelle Hilden S der Buslinien O 3 und 784. Sie verfügt über Haltestellen mit DFI-Anzeigen und barrierefreien Bussteigen. Die Buslinie 783 hält an der Bushaltestelle Hilden S Westseite  in der Otto-Hahn-Straße.

## Geschichte
Die Bahnstrecke Mülheim-Speldorf – Düsseldorf-Eller – Hilden – Opladen – Troisdorf und mit ihr der Bahnhof Hilden wurde von der Rheinischen Eisenbahn-Gesellschaft am 18. November 1874 eröffnet. Zuvor war seit dem 20. Dezember 1845 der 4 km weiter westlich gelegene Bahnhof Benrath an der Stammstrecke der Köln-Mindener Eisenbahn-Gesellschaft die Bahnstation für Hilden. Beide Strecken verlaufen weitgehend parallel, was eine Folge der Konkurrenz privater Eisenbahngesellschaften im 19. Jahrhundert war. Im Zuge von Bismarcks Verstaatlichungspolitik wurden sowohl die Köln-Mindener Eisenbahn-Gesellschaft als auch die Rheinische Eisenbahn-Gesellschaft mit Wirkung vom 1. April 1881 verstaatlicht. Die einheitliche Betriebsführung durch den Staat führte dazu, dass die durch Hilden führende Bahnstrecke Mülheim-Speldorf–Troisdorf primär zu einer wichtigen Güterzugachse mit unbedeutendem und später ganz eingestelltem Personenverkehr wurde. Der elektrische Betrieb auf dieser Strecke wurde zum Fahrplanwechsel am 27. Mai 1962 aufgenommen.
Am 1. Oktober 1891 wurde zusammen mit dem ersten Düsseldorfer Hauptbahnhof auch eine neue Bahnstrecke von dort zum Bahnhof Eller an der Strecke Bahnstrecke Mülheim-Speldorf – Düsseldorf-Eller – Hilden – Opladen – Troisdorf eröffnet, so dass eine durchgehende Bahnverbindung zwischen Düsseldorf Hbf und Hilden bestand. Im Anschluss wurde am 3. Januar 1894 die Bahnstrecke Hilden – Ohligs-Wald (heutiger Name des Bahnhofs Solingen Hbf). Züge zwischen Düsseldorf Hbf und Solingen-Ohligs mussten bis 1979 im Abschnitt Düsseldorf-Eller – Hilden die stark belastete Bahnstrecke Mülheim-Speldorf–Troisdorf mit benutzen, was häufig zu Verspätungen führte. Im Zuge der baulichen Vorbereitung für die Aufnahme des S-Bahn-Betriebes am 28. September 1980 wurde der Abschnitt Düsseldorf-Eller – Hilden auf vier Gleise erweitert. Die Inbetriebnahme erfolgte am 30. Juli 1979. Zeitgleich mit der Betriebsaufnahme der S 7 bis Solingen-Ohligs erfolgte am 28. September 1980 auch die Inbetriebnahme des elektrischen Betriebes zwischen Hilden und Solingen-Ohligs.
Mit der Inbetriebnahme des S-Bahn-Verkehrs am 28. September 1980 wurde der Bahnhof zunächst durch die Linie S 7 Düsseldorf Flughafen – Düsseldorf Hbf – Hilden – Solingen-Ohligs bedient, in den nachfolgenden Jahren in der Hauptverkehrszeit ergänzt durch einzelne Fahrten der Linie S1 Dortmund Hbf – Duisburg Hbf – Düsseldorf Hbf, die über Düsseldorf Hbf hinaus verlängert wurden bis/ab Hilden oder Solingen-Ohligs. Zum Fahrplanwechsel am 13. Dezember 2009 wurde das Netz der S-Bahn Rhein-Ruhr überarbeitet. Seitdem wird der Bahnhof Hilden von der Linie S 1 bedient. Die Liniennummer S 7 wurde seit dem 15. Dezember 2013 für die dieselbetriebene Linie Solingen Hbf – Remscheid-Lennep – Wuppertal Hbf verwendet, deren Züge bis 2022 montags bis freitags in der Hauptverkehrszeit je Richtung zwei Mal bis und ab Düsseldorf Hbf verkehrten und dabei auch am Bahnhof Hilden hielten. Seit Dezember 2022 ersetzt der stündlich verkehrende RE 47 diese Fahrten.

## Bedienung
Der Bahnhof Hilden wird von der Linie S 1 der S-Bahn Rhein-Ruhr und dem Regional-Express RE 47 bedient. Am Bahnhof bestehen Umsteigemöglichkeiten zu den Buslinien O 3, 783 and 784 der Rheinbahn. Sie verkehren allesamt alle 20 Minuten.
| Linie | Verlauf | Takt                                                                            |
| ----- | --- | ------------------------------------------------------------------------------- |
| S 1   | Solingen Hbf – SG-Vogelpark – Hilden Süd – Hilden – D-Eller – D-Eller Mitte – D-Oberbilk – D-Volksgarten – Düsseldorf Hbf – D-Wehrhahn – D-Zoo – D-Derendorf – D-Unterrath – D-Flughafen – Angermund – DU-Rahm – DU-Großenbaum – DU-Buchholz – DU-Schlenk – Duisburg Hbf – MH-Styrum – Mülheim (Ruhr) Hbf – E-Frohnhausen – Essen West – Essen Hbf – E-Steele – E-Steele Ost – E-Eiberg – Wattenscheid-Höntrop – BO-Ehrenfeld – Bochum Hbf – BO-Langendreer West – BO-Langendreer – DO-Kley – DO-Oespel – DO-Universität – DO-Dorstfeld Süd – DO-Dorstfeld – Dortmund Hbf Stand: Fahrplanwechsel Dezember 2023 | 30 min 20 min (Solingen–Duisburg wochentags) 15 min (Essen–Dortmund wochentags) |
| RE 47 | Düssel-Wupper-Express: Düsseldorf Hbf – Düsseldorf-Eller Mitte – Hilden – Solingen Hbf – Solingen-Grünewald – Solingen Mitte – Remscheid-Güldenwerth – Remscheid Hbf – Remscheid-Lennep Stand: April 2024 | 60 min                                                                          |

Am Bahnhof bestehen Umsteigemöglichkeiten zu den Buslinien O 3, 783 and 784 der Rheinbahn. Sie verkehren allesamt alle 20 Minuten.
| Linie | Verlauf | Takt   |
| ----- | --- | ------ |
| 783   | Hilden-Dorotheenheim – Hilden-Kleinhülsen – Hilden Westseite – Hilden-Fritz-Gessard-Platz – Hilden-Gabelung – Solingen-Vogelpark – Solingen Hbf.        | 20 min |
| 784   | Düsseldorf-Benrath – Hilden – Hilden, Gabelung – Haan Bahnhof – Haan Markt – Wuppertal-Vohwinkel Schwebebahn – Wuppertal-Vohwinkel Bf                   | 20 min |
| O 3   | Hilden Nord, Köbener Straße – Hilden-Kleef, Verwaltungsinstitut – Nordfriedhof – Hilden – Fritz-Gessard-Platz – Gewerbepark Süd – Hilden-Erika-Siedlung | 20 min |

Am Haltepunkt Hilden Süd wird die S-Bahn-Linie S 1 mit den anderen Hildener Buslinien verknüpft. Die Buslinien dort verkehren auch in die Kreisstadt Mettmann, sowie Erkrath, Hochdahl und Langenfeld.